# Дорофеев, Георгий Григорьевич
Георгий Григорьевич Дорофеев (1904, Тамбовская губерния — 1942, Чечено-Ингушская АССР) — советский хозяйственный, государственный и политический деятель.

## Биография
Родился в 1904 году в бедной крестьянской семье в Тамбовской губернии. Рано потерял отца, с 11 лет батрачил.
Учился в Лебедянском педагогическом техникуме, вступил в комсомол. С 1923 года — ученик слесаря на мясокомбинате в Козлове. Член ВКП(б) с 1924 года. С 1930 года работал на Сталинградском тракторном заводе: профсоюзным функционером, затем — секретарём партийной ячейки литейного цеха, одновременно был мастером вагранки.
С мая 1932 года — секретарь парткома Саратовского завода комбайнов. Учился в Экономическом институте красной профессуры.
С мая 1937 года работал в Уфе; с января 1938 — секретарь Уфимского горкома ВКП(б). Позднее — заведующий промышленным отделом, с марта 1941 года — секретарь областного комитета ВКП(б).
Избирался депутатом Верховного Совета РСФСР 1-го созыва.
С 8 июля 1941 года — в рядах Красной армии, старший батальонный комиссар, начальник политотдела 256-й отдельной стрелковой бригады. Погиб 5 октября 1942 года на фронте, под Малгобеком. Похоронен в Малгобеке.

### Семья
Жена — Александра Тихоновна Дорофеева.

## Память
Именем Г. Г. Дорофеева в мае 1943 года названа улица в Уфе.

## Комментарии
1. ↑  Ныне на территории Стрелецкого сельсовета Лебедянского района Липецкой области[1].
2. ↑  В источниках приводится и другая дата гибели — 13 апреля 1943 года[2]; по-видимому, ошибочно.